# Puente de Los Tilos
Die Puente de Los Tilos steht in der Gemeinde San Andrés y Sauces im Nordosten der Insel La Palma (Kanarische Inseln, Spanien), wo sie den Barranco del Agua in einer Höhe von 150 Metern überspannt.
Sie ist nach dem ursprünglichen UNESCO-Biosphärenreservat in den Bergen oberhalb der Brücke benannt, das wegen seines Lorbeerwaldes geschützt wurde. Mittlerweile ist die ganze Insel zum Biosphärenreservat La Palma erklärt worden.
Die Brücke ist Teil der zweispurigen Hauptverkehrsstraße LP-1, die die Hauptstadt der Insel Santa Cruz mit den nördlichen Gemeinden verbindet und 2005 von täglich etwa 3000 Fahrzeugen befahren wurde. Bei ihrer Einweihung war sie die größte Betonbogenbrücke Europas.

## Konstruktion

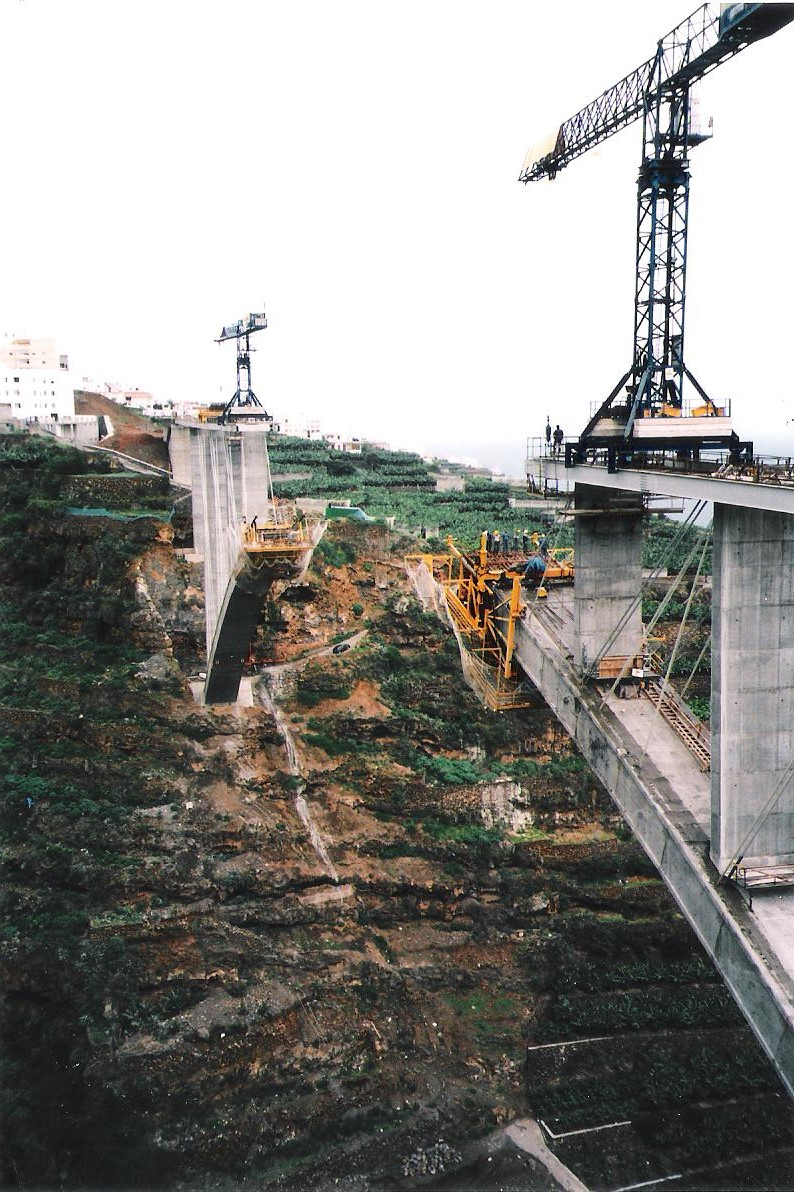
Puente de Los Tilos Bauabschnitt, Stand Nov. 2003

Die 319 m lange und 12 m breite Bogenbrücke besteht aus einem großen Segmentbogen mit aufgeständerter Fahrbahn. Der Bogen hat eine Stützweite von 255 m mit einer Pfeilhöhe von 46,20 m, also einem Pfeilverhältnis von 5,52. Er besteht aus einem einzelligen, rechteckigen, 6 m breiten und 3 m hohen Hohlkasten aus Stahlbeton.
Auf dem Bogen wird die Fahrbahn durch 16 Pfeiler im Achsabstand von 17 m aufgeständert, neben dem Bogen sind jeweils zwei weitere Pfeiler im Abstand von 17 m und 15 m angeordnet. Die Pfeiler haben einen rechteckigen Hohlquerschnitt, dessen Maße von 4 × 1,30 m am Rande auf 4 × 0,90 m im Bogenscheitel abnehmen.
Der Fahrbahnträger besteht aus einem Verbund aus einem 6,70 m breiten Rost aus zwei stählernen Längsträgern, die durch Diagonal- und Querprofile versteift sind, mit einer insgesamt 12 m breiten Betonplatte.
Bei der Gründung der Kämpferfundamente an den Bogenenden und der Widerlager an den Enden des Fahrbahnträgers mussten die sehr inhomogenen vulkanischen Bodenverhältnisse besonders beachtet werden.
Im Juni 2001 wurde mit dem Bau der Brücke begonnen. Der Bogen wurde im Freivorbau errichtet, indem der neu zu betonierende Abschnitt an den bereits fertiggestellten Pfeilern abgespannt wurde – und nicht, wie häufig, an Hilfspylonen. Am 10. Juni 2004 trafen sich die beiden Bogenhälften und wurden zur Brücke vereinigt. Am 3. November 2004 wurden an der Brücke mit dreißig Lastwagen von jeweils 26 Tonnen statische und dynamische Belastungstests durchgeführt. Die Geschwindigkeiten die Fahrzeuge betrugen dabei 35 km/h und 65 km/h.
Nach 32 Monaten Bauzeit wurde die Brücke am 18. Dezember 2004 eingeweiht.